# 宋一國
宋一國（韓語：송일국；1971年10月1日—），韓國男演員，本貫恩津宋氏。因為在「1日」出生，而且「10月1日」是韓國的「國軍日」，所以他被取名為一國（일국）。1998年MBC第27期公開選拔演員。因姓名發音關係，被粉絲暱稱為“1958”（一國歐巴）。

## 家庭
- 外高祖叔父是朝鮮王朝發起甲申政變的開化黨政治人物金玉均。[來源請求]
- 外曾祖父是抗日名將大韓獨立軍總司令金佐鎮。
- 外祖父是韓國上世紀初的「亂世梟雄」金斗漢。
- 母親是韓國著名演員兼國會議員金乙東。
- 妹妹宋松怡也是一名演員。
- 老婆是首尔中央地方法院法官鄭升妍（朝鲜语：정승연 (판사)），2008年3月15日結婚。
  - 三胞胎「大韓」、「民國」、「萬歲」，2012年3月16日生。

### 其他
2012年8月24日，日本外務省副大臣山口壯表示宋一國可能因為渡海泳事件（獨島爭議）從此被禁止入境日本。

## 影視作品

### 電視劇
- 1999年：MBC《王朝》又譯《铁汉柔情》
- 2000年：MBC《因為你阿》
- 2000年：MBC《愛上女主播》飾演 記者
- 2001年：MBC《除了愛我不知道》
- 2002年：KBS《人生畫報》飾演 申炯植
- 2002年：KBS《張嬉嬪》飾演 金春澤
- 2002年：KBS《沒有畏懼的愛》飾演 那英載
- 2003年：MBC《沙漠之泉》飾演 柳起賢
- 2003年：KBS《保鑣》飾演 韓承秀
- 2004年：MBC《溪花村的人們》飾演 姜聖宇
- 2004年：KBS《愛情的條件》飾演 羅昌守/羅長秀
- 2004年：KBS《海神》飾演 閻長
- 2006年：MBC《朱蒙》飾演 东明圣王朱蒙
- 2007年：SBS《說客》飾演 金朱皓
- 2008年：KBS《風之國》飾演 大武神王無恤
- 2010年：MBC《被稱為神的男子》飾演 崔強塔
- 2011年：KBS《重案組》飾演 朴世赫
- 2011年：JTBC《醱酵家族》饰演 纪浩泰
- 2016年：KBS《蔣英實》飾演 蔣英實

### 電影
- 2005年：《紅眼》
- 2005年：《搭訕的法則（戀愛高手）》飾演 徐敏俊
- 2014年：《暈眩症》飾演 尚浩
- 2015年：《紋身》飾演 智顺
- 未上映：《Fly High》

### MV
- 2004年：趙恩《悲傷戀歌》（與韓高恩）

### 舞台劇
- 2010年：《我是你》
- 2011年：《我是你》
- 2014年：《我是你》

### 音樂劇
- 2016年：《百老匯42番街》

## 綜藝節目
- 2014年：KBS《超人回來了》

## 獎項
- 2002年：KBS演技大賞─男新人獎《人生畫報》
- 2004年：KBS演技大賞─最佳情侶獎《愛情的條件》
- 2005年：Korea Fashion World Award－演員部門獎
- 2005年：KBS演技大賞─優秀演技獎、人氣獎、最佳情侶獎《海神》
- 2006年：MBC演技大賞─大獎、最優秀獎《朱蒙》
- 2006年：画梅奖─ 最佳男演员《朱蒙》
- 2008年：KBS演技大賞─最優秀演技獎、最佳情侶獎《風之國》
- 2014年：KBS演藝大賞─PD特別獎《超人回來了》
- 2015年：KBS演藝大賞─Show·娛樂部門 男子優秀獎《超人回來了》
- 2016年：KBS演技大賞─中篇劇部門男子最優秀演技獎《蔣英實》

## 外部連結
- 官方網站 
- NAVER（页面存档备份，存于）
- 宋一國的X（前Twitter）
- 宋一國的Instagram帳戶